# Seznam londýnských řeckokatolických exarchů a eparchů

## Apoštolští exarchové Anglie a Walesu
- William Godfrey (1957–1963)
- Augustyn Eugen Hornjak OSBM (1963–1968)

## Apoštolští exarchové Velké Británie
- Augustine Eugen Hornjak OSBM (1968–1987)
  - Michel Hrynčyšyn CSsR (1987–1989) (apoštolský administrátor)
- Michael Kučmjak CSsR (1988–2002)
- Paul Patrick Chomnyckyj OSBM (2002–2006)
  - Hlib Lončyna MSU (2009–2011) (apoštolský administrátor)
- Hlib Lončyna MSU (2011–2013)

## Vladykové v eparchii Svaté Rodiny v Londýně (od 18. ledna 2013)
- Hlib Lončyna MSU (2013 – 2019)
- Kenneth Nowakowski (od 15. ledna 2020)